# Сквер у центру Јагодине
Сквер у центру Јагодине је подигнут у центру града 1930. године, на којем доминира споменик палим Јагодинцима у ратовима од 1912. до 1918. године. Сквер је проглашен за непокретно културно добро као просторно културно-историјска целина у Републици Србији.

## Изглед споменика
Споменик је рад клесара из Далмације подигнут од белог венчачког мермера у виду обелиска. На врху споменика се налази бронзана стојећа фигура српског војника у покрету и пушком у десној руци, окренута северозападу. Обелиск подупиру седеће фигуре мушкарца-роба у ланцима, која се налази са источне стране, која симболише петовековно ропство под Турцима и жене-мајке, са западне стране, са дететом у левој руци која доји дете и мачем у десној руци која симболише „завет мајке да ће се, кад одрасте, њен син латити мача и ослободити ропства“.
Споменик је обогаћен са више барељефа од бронзе на којима су приказане сцене из српских устанака и ратова за ослобођење. Са предње стране је барељеф који означава Карађорђев устанак из 1804. године, а на полеђини је барељеф који означава устанак капетана Коче (Кочина крајина) из 1788. године.
Пошто је одбор за подизање споменика донео одлуку да споменик буде откривен 7. децембра и кратког рока, одустало се од уклесавања имена погинулих и умрлих, који до данас није уклесан и поред оригиналног и допуњеног списка који се чува у Историјском архиву Јагодина.
Споменик је откривен 7. децембра 1930. године уз освећење патријарха Варнаве и присуство краљевог изасланика.